# 운흥초등학교
운흥초등학교는 대한민국 경기도 시흥시에 있는 공립 초등학교이다.

## 연혁
- 2016년 11월 7일 : 개교